# Gran Fondo della Vernaccia
La Gran Fondo della Vernaccia è una manifestazione ciclistica, inserita nel Giro del Granducato di Toscana (che si disputa su più prove valide per le classifiche di combinata, individuale e di squadra, oltre che cicloturistica; quest'ultima è valida per la classifica finale TOP TEAM), per cicloturisti e cicloamatori, purché tesserati con la F.C.I. o con Enti di Promozione Sportiva che siano riconosciuti dal CONI; sono ammessi alla prova anche cicloturisti stranieri purché in possesso di tessera riconosciuta dalla federazione ciclistica di appartenenza.
La manifestazione, cui partecipano ogni anno oltre 1.500 partenti, provenienti da ogni parte del mondo (nell'edizione 2008 è numerosa la partecipazione di australiani e sudamericani), è organizzata dal G.C. Amatori di San Gimignano e dalla Associazione Pedalando fra le torri di San Gimignano, con il patrocinio della Regione Toscana, della Provincia di Siena e dei Comuni di San Gimignano, Colle di Val d'Elsa, Gambassi Terme, Barberino Val d'Elsa, Certaldo, lungo i quali si snoda il percorso.